# Tmesisternus intricatus
Tmesisternus intricatus là một loài bọ cánh cứng trong họ Cerambycidae.